# Hamstrup

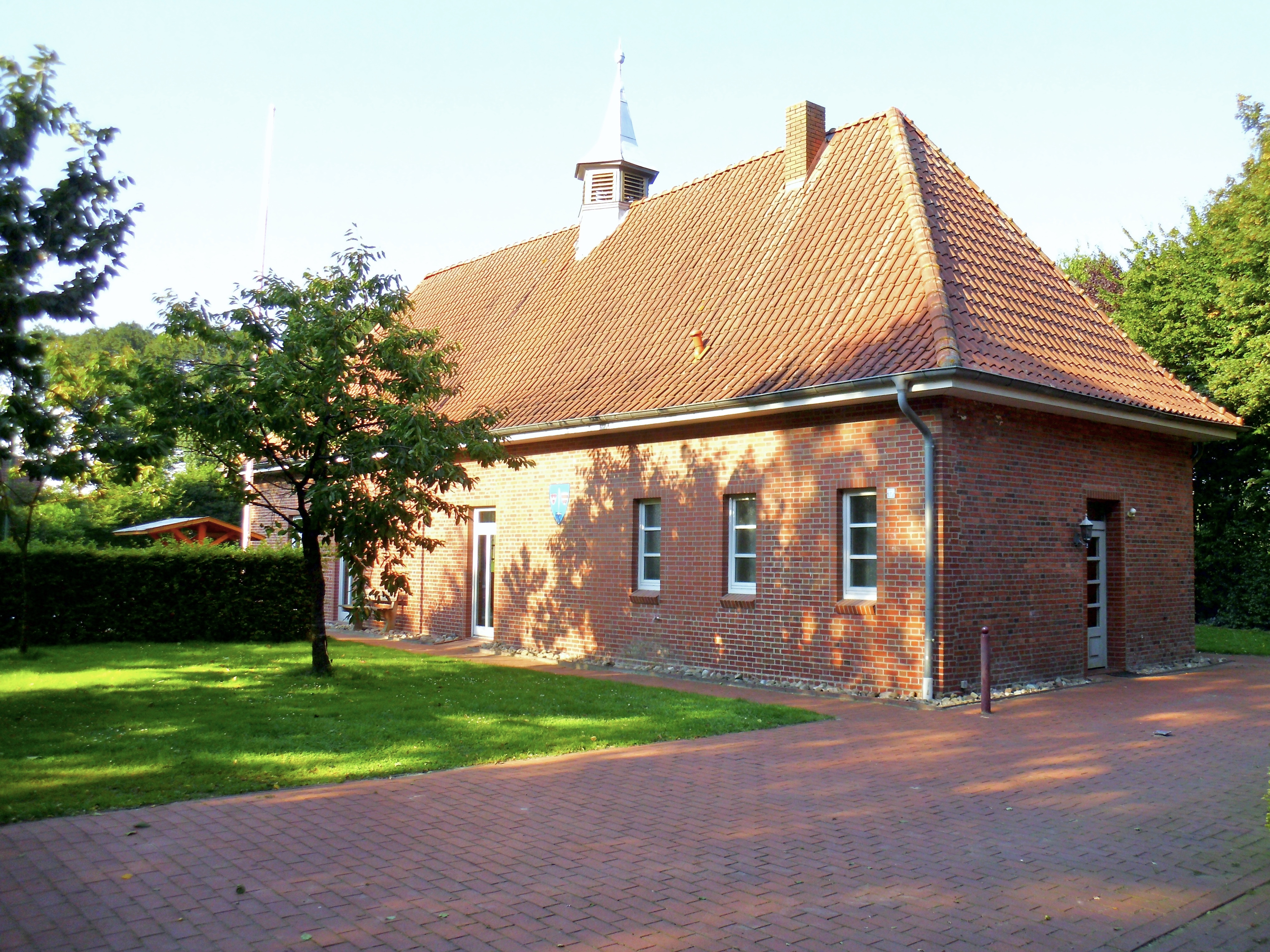
Dorfgemeinschaftshaus Hamstrup (Ehemalige Schule)

Hamstrup ist eine Bauerschaft der Gemeinde Lastrup im Landkreis Cloppenburg in Niedersachsen. Hier leben etwa 350 Einwohner.

## Geografie
Die Bauerschaft ist in sieben Nachbarschaften (Ortsteile) aufgeteilt: Dorf, Große Heide, Kleine Heide, Norwegen (als eigene Bauerschaft), Osterhauk, Riehen, Siedlung. Im Norden bildet der Löninger Mühlenbach die natürliche Grenze zum Ort Lastrup, im Süden grenzt Hamstrup im Bereich der Bunner Forsten an die Gemeinden Löningen und Essen (Oldenburg).

## Geschichte
Hamstrup wird 1350 als „hamestorpe“ erstmals urkundlich erwähnt. Hamstrup gehörte seit 1393 zum Amt Cloppenburg im Niederstift Münster. 1803 wurde das Amt durch den Reichsdeputationshauptschluss (siehe dessen § 3) dem Großherzogtum Oldenburg zugeschlagen. In kirchlicher Hinsicht verblieb Hamstrup als Teil des Oldenburger Münsterlandes beim Bistum Münster und gehörte zum Kirchspiel Lastrup. 1845 hatte Hamstrup, einschließlich der „Kolonie“ Norwegen und der Nachbarschaft Frochts, 311 Einwohner und damit mehr als der Kirchspielort Lastrup (284 Einwohner). Der Hamstruper Johann Heinrich Stürwold war damals großherzoglicher Holzknecht des Forstdistrikts Cloppenburg. Ihm folgte in diesem Amt, nun mit der Amtsbezeichnung „Holzwärter“, Gerd Hinrich Stürwold.

## Volksschule Hamstrup
Die Volksschule Hamstrup bestand seit mindestens 1783. Als Bernhard Heinrich Overberg, der für die Schulaufsicht im Bistum Münster und für die Lehrerbildung verantwortlich war, bei einer Inspektionsreise in jenem Jahr die Schule besichtigte, unterrichtete dort Lehrer Johann Wilhelm Ostermann. Er war der älteste Sohn eines Bauern und lehrte die Kinder in Lesen, Schreiben und Religion. Die Kinder besuchten die Schule nur im Winter.
Das jetzige Schulgebäude wurde 1896 als einklassige Schule errichtet. Das Lehrerwohnhaus mit Stall war mit der Schule verbunden. Der Lehrer konnte 2 bis 3 Kühe, einige Schafe und Schweine halten. Ackerland und Weiden standen ihm zur Verfügung. 1920 wurde ein Glockenturm auf die Schule gesetzt; die Glocke wurde bei Künken in Löningen erworben. Noch heute ist es Brauch, dass mittags der Angelus geläutet wird, bei Todesfällen in der Bauerschaft wird bis zum Tag der Beerdigung von 11:45 bis 12:00 Uhr geläutet, das sogenannte Totenläuten.
Im Jahre 1934 wurde an die Gemeinde Lastrup der Antrag gestellt, einen zweiten Klassenraum anzubauen. 1935 stellte die Bauerschaft Norwegen den Antrag, statt eines zweiten Klassenraumes in Hamstrup eine eigene Schule in Norwegen zu errichten. Begründet wurde der Antrag damit, dass die Kinder vor allem im Winter einen langen und besonders im Winter schlechten Schulweg haben. Dieser Antrag wurde abgelehnt, so dass 1935 ein zweiter Klassenraum angebaut werden konnte. Von 1935 bis 1939 wurde die Schule zweiklassig geführt, von 1939 bis 1945 (während des Zweiten Weltkriegs) wurden die Kinder von nur einem Lehrer, Joseph Bünker, im Schichtunterricht betreut.
Durch den Zustrom von Flüchtlingen und Vertriebenen war die Schule nach dem Krieg ein paar Jahre dreiklassig, die Kinder wurden in zwei Klassenräumen von drei Lehrern vormittags und nachmittags unterrichtet. 1950 wurde die Schule wieder zweiklassig und blieb es bis 1967. Von da an bis 1969 war sie einklassig mit den Schuljahrgängen 1 bis 8. Das 9. Schuljahr besuchte seit 1962 die Schule in Lastrup. Ab 1969 wurden die Oberklasse und das 4. Schuljahr nach Lastrup beschult. Die Hamstruper Schule wurde als einklassige Schule weitergeführt. Die Aufhebung der Schule erfolgte mit Schuljahresschluss 1974, seitdem besuchen die Hamstruper Kinder die Grundschule in Lastrup.
Das ehemalige Schulgebäude wird heute als Dorfgemeinschaftshaus genutzt. 
Ehemalige Schulleiter der Volksschule Hamstrup
- 1783–???: Johann Wilhelm Ostermann
- 1818–1857: Johann Bernhard Wessels
- 1857–1886: Franz Joseph Bojert
- 1886–1906: Kohorst
- 1906–1924: Gerhard Brahm
- 1924–1956: Joseph Bünker
- 1956–1974: Joseph Block

## Verkehr
Hamstrup wird von Norden (Lastrup) nach Süden (Bunnen) von der Kreisstraße K298 durchquert. Aus Richtung Löningen führt die K324 über Norwegen nach Hamstrup. In ca. 30 km Entfernung befinden sich die nächsten Anschlussstellen zur Bundesautobahn 29 (AS Ahlhorn) und Bundesautobahn 1 (AS Cloppenburg). Der nächstgelegene Bahnhof befindet sich in etwa 10 km Entfernung in Essen (Oldenburg). Von dort fahren regelmäßig Züge der NordWestBahn nach Oldenburg (Oldenburg) und Osnabrück.

## Veranstaltungen
Höhepunkte des Dorflebens sind das Dorffest (im September), das Maikönigschießen des Schützenzuges, das Osterfeuer am Ostersonntag sowie die traditionellen Wurstebälle der Nachbarschaften (im Januar). Auf dem Gelände des Ausbildungs- und Turnierstalls Böckmann finden alle zwei Jahre im Frühjahr die Lastruper Spring Days statt, ein Springreitturnier, das zahlreiche Reiter anlockt.

## Vereine
Aktive Vereine im Ort sind der Freizeit-Sport-Club (FSC) Hamstrup und der Schützenzug Hamstrup des Schützenvereins Lastrup. Der FSC Hamstrup unterhält das Dorfgemeinschaftshaus sowie den dort befindlichen Sportplatz und den Ende der 1980er-Jahre eingerichteten Tennisplatz. Der Schützenzug Hamstrup besteht seit 1956 und konnte bereits zahlreiche Schützenkönige beim Schützenfest des Lastruper Schützenvereins stellen, zuletzt 2023 mit Bernd (genannt: Benno) Lübke.

## Trivia
Beim Übungsschießen des Schützenzuges Hamstrup am 18. November 2016 wetteten zwei Schützenbrüder, ob es möglich sei, den Deckel eines Pokals in 12 Monaten um die Welt reisen zu lassen (oder nicht). Der Pokaldeckel („Pokali“) wurde in über 30 Staaten und sechs Kontinente mitgenommen, unter anderem nach Russland, Tansania, Saudi-Arabien, Australien, in die USA und schließlich nach Rom, was Bestandteil der Wette war. Dabei legte der Deckel rund 170.000 km zurück. In zahlreichen Medien wurde darüber berichtet. Mit einer großen Welcome-Home-Party wurde die Rückkehr des Pokaldeckels am 18. November 2017 gebührend gefeiert.

## Persönlichkeiten
- Joseph Schweer (1933–2022), ehemaliger Regierungspräsident des Regierungsbezirks Weser-Ems, in Hamstrup aufgewachsen
- Gilbert Böckmann (* 1960), deutscher Springreiter, leitet den Ausbildungs- und Turnierstall Böckmann in Hamstrup